# Heinz Kubsch
Heinz Kubsch (20. červenec 1930, Essen – 24. říjen 1993) byl německý fotbalový brankář, který reprezentoval Německou spolkovou republiku..
S německou reprezentací se stal mistrem světa roku 1954, byť na závěrečném turnaji nenastoupil. V národním týmu odehrál 3 utkání.
Nejvyšší německou soutěž hrál za Sportfreunde Katernberg a FK Pirmasens.